# 柾虎
柾虎（まさとら、本名：水野正和、1975年12月31日 - ）は、日本のHIP HOP/ストリートカルチャーに関するジャーナリストである。
日本最大のHIP HOPイベントB BOY PARKのMCバトルの審査員としても知られる。
アーティストの才能をいち早く見出す力もあり、THA BLUE HERB、SEEDA、m-flo、宇多田ヒカル、JSB（元Exile)、倖田來未など数多くのアーティストが駆け出しのタイミングで才能を見抜き、メディアに掛け合いインタビューを自ら行った上で掲載している。
また、選曲家でもあり、Spotifyでは「Cafe de 仕事 @代官山カフェ」というプレイリストも公開している。
1995年から講談社「Hot Dog Press」、日之出出版「Fine」、シンコーミュージック「Woofin‘」といった雑誌でアーティストインタビューやレビュー執筆を開始。
連載は、集英社「MEN'S NON-NO」、学研「GET ON!」、ワニブックス「COOL TRANCE」などで展開していた。また、2025年1月から老舗自動車雑誌「ベストカー」にて連載『音魂（おとだま）』を開始。ドライブミュージックを紹介している。

## 来歴
東京電機大学在学中の1995年からDJ活動と雑誌媒体での音楽書評の活動を開始。
初期はファッションやストリートカルチャーに関する執筆を行っていたが、「日本のHIP HOPシーンの正しい発展を支援したい」ということで、HIP HOP専門にシフトしていく。
柾虎が注目を集めるきっかけになったのは、宇多田ヒカル、倖田來未、Sugar Soulといったアーティストたちが、まだ日の目を見る前に、ラジカセを持って自ら出版社を周り、その才能を説明し、インタビュー記事を書いたというエピソードがある。パッションとバイタリティの塊のようなジャーナリストである。

## 取材実績

### 国内取材アーティスト
- DJ KRUSH
- THA BLUE HERB
- DJ YUTAKA
- dj honda
- DJ KENSEI
- MURO
- 沖野修也
- 大沢伸一
- TWIGY
- RINO LATINA Ⅱ
- HIRO(RISING SUN)
- ZEEBRA
- G.K.MARYAN
- TOMI-E
- 妄走族
- 安室奈美恵
- bird
- AI
- EXILE
- HIRO(EXILE)
- BOOM BOOM SATELLITES
- 宇多田ヒカル
- MISIA
- m-flo
- DOUBLE
- 倖田來未
- 韻シスト
- ラッパ我リヤ
- 韻踏合組合
- HOKT
- TOKONA-X
- DJ KENTARO
- SEEDA
- DJ MASTERKEY
- Issei
- ほか多数

### 海外取材アーティスト
- africa bambaataa
- JAY-Z
- GURU
- MISSY ELLIOT
- TIMBALAND
- THE ROOTS
- METHOD MAN
- REDMAN
- musiq soul child
- KID KOALA
- CHINGY
- SPEECH
- ADRIANA EVANS
- ERIC BENET
- JAHEM
- BOYZ 2 MEN
- BLACK EYED PEAS
- ほか多数

## 執筆実績

### 音楽専門雑誌
- 『WOOFIN'』（シンコーミュージック）
- 『RIDDIM』（OVERHEAT MUSIC）
- 『LUIRE』（リットーミュージック）
- 『HMV MUSIC MASTER』（HMV）
- 『TSUTAYA VA』（蔦屋書店）
- 『CDでーた』（角川書店）
- 『WHAT's IN?』（ソニー・マガジンズ）
- 『oricon style』（オリコン・エンタテインメント）
- 『GROOVE』（リットーミュージック）
- 『remix』
- 『Gb』（ソニー・マガジンズ）
- 『ザッピィ』（メディアファクトリー）
- 『ADLIB』（スイングジャーナル社）

### ストリート雑誌での活動
- 『Fine』（日之出出版）
- 『HOT DOG PRESS』（講談社）
- 『BRUTUS』
- 『COOL TRANS』（ワニブックス）
- 『GET ON!』（学研）
- 『MEN'S NON-NO』（集英社）
- 『411』（三栄）
- 『Samurai magazine』
- 『Ollie』
- 『CUSTOM LOWRIDING』
- 『LUXG』
- 『JILLE』
- 『TV LIFE』